# Homalothecium nevadense
Homalothecium nevadense là một loài Rêu trong họ Brachytheciaceae. Loài này được (Lesq.) Renauld & Cardot mô tả khoa học đầu tiên năm 1888.